# 張永宙
莎拉·張（英語：Sarah Chang，（張永宙），1980年12月10日—），為韓裔美籍的小提琴演奏家。

## 生平
莎拉·張生於賓夕法尼亞州費城的韓裔家庭。她在三歲的時候向父母要了第一把小提琴，並在七歲的時候演奏出布魯赫的小提琴協奏曲。
莎拉·張在四歲的時候投入朱利亞德學院的名師多罗西·迪蕾門下學琴。而帕爾曼、林昭亮、五嶋綠等，包括莎拉·張的父親，都接受過多罗西·迪蕾的指導。而她亦接受過多罗西·迪蕾的學生姜康（Hyo Kang）的指導。